# Толстопальцево (станція)
Толстопальцево — залізнична станція Київського напрямку та маршруту  МЦД-4. Московської залізниці у Москві. Знаходиться в поселенні Кокошкіно Новомосковського адміністративного округу. Входить до Московсько-Смоленського центру організації роботи залізничних станцій ДЦС-3 Московської дирекції управління рухом. За характером основної роботи є проміжною, за обсягом виконуваної роботи віднесена до 4-го класу.
На станції одна острівна висока пасажирська платформа. Зупиняється більшість приміських електропоїздів.
На станції формують вантажні потяги.
На південь від станції прокладено межі Новомосковського і Західного округів Москви, вихід до району Внуково Західного округу, присілку та селища Толстопальцево, зупинний пункт автобусних маршрутів № 32, 32к, 878, 889 і 950.